# Merfelder Bruch

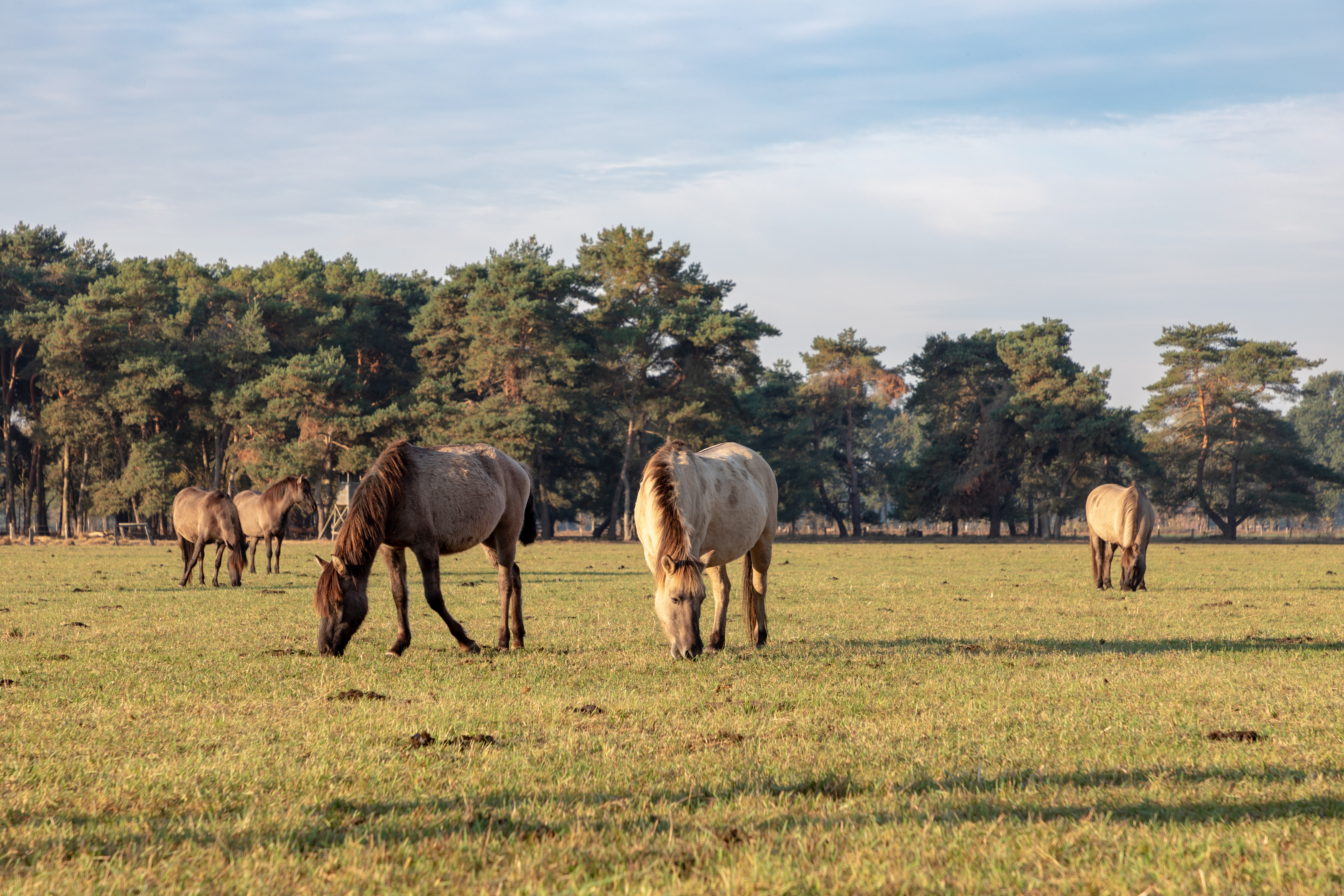
Dülmener Pferde im Merfelder Bruch

Merfelder Bruch ist der Name einer Landschaft in Nordrhein-Westfalen, die zwischen dem namensgebenden Ort Merfeld in Dülmen und dem Ort Maria Veen in Reken liegt. Sie ist durch eine Wildpferdebahn für das Dülmener Pferd bekannt. Diese Wildbahn wurde bereits 1316 erstmals urkundlich erwähnt.
Das Bruch war Teil einer im 19. Jahrhundert noch großen Heide- und Sumpfniederung, die sich zwischen Lippe und deutsch-niederländischer Grenze in nordwestlicher Richtung von der Westruper Heide über die Sythener Mark, das Lavesumer Bruch und Lavesumer Venn, das Hülster Venn, das Schwarze und Weiße Venn, das Steveder Venn und Scholler Venn, die Tungerloher Mark bis zum Lohner Bruch erstreckte. In ihrem Raum verlief einst auf einem Damm, dem Merfelder Moordamm, eine Römerstraße.
Große Teile des Merfelder Bruches sind seit 1956 Teil des 291 Hektar großen Naturschutzgebiets „Wildpferdebahn im Merfelder Bruch“ (NSG COE-004), ein weiterer Teil gehört zum Landschaftsschutzgebiet „Merfelder Bruch, Heubachniederung“ (LSG-4108-014). Das Merfelder Bruch ist in Gänze Teil des 1963 eingerichteten Naturparks Hohe Mark.